# Renegades (album Feeder)
Renegades è il settimo album in studio del gruppo rock gallese Feeder, pubblicato nel 2010.

## Tracce
1. White Lines – 2:54
2. Call Out – 3:27
3. Renegades – 3:37
4. Sentimental – 2:22
5. This Town – 2:57
6. Down to the River – 5:23
7. Home – 3:11
8. Barking Dogs – 2:05
9. City in a Rut – 2:51
10. Left Foot Right – 2:52
11. The End – 3:12

## Formazione

### Gruppo
- Grant Nicholas – voce, chitarra, tastiera, percussioni
- Taka Hirose – basso, cori
- Karl Brazil – batteria, percussioni

### Altri musicisti
- Tim Trotter – batteria (tracce 1 e 6)